# Сухая (гора)
Суха́я (также Киндаре́йка) — гора на Среднем Урале, в посёлке городского типа Верх-Нейвинском Невьянского района Свердловской области России.

## Наименование
Название горы — Сухая — дано по характеру местности: данная часть посёлка удалена от поймы реки Нейвы, которая в весеннее время разливалась и подтапливала окружающую местность. Горная поверхность не подвергалась подтоплениям, то есть всегда была сухой.
Народное название горы — Киндарейка — возникло, вероятно, в XX веке. Гора была излюбленным местом верх-нейвинских детей. В строительстве соседнего комбината № 813 и населённого пункта при нём были задействованы пленные немцы. У них верхнейвинцы спрашивали, куда ушли дети. В ответ немцы указывали рукой в сторону горы, говоря: «Kinder» (от нем. — «дети»).
Также одно из упоминаемых местным населением названий горы — Лысая. Оно связано с характером растительности: ранее гора не была покрыта берёзовым лесом, как сейчас, а была «лысой», то есть почти безлесной, что видно на старых фотографиях.

## География
Сухая гора расположена практически в самом географическом центре посёлка Верх-Нейвинского, в 700 метрах к северо-востоку от его исторического центра. Сухая гора является самой высокой в посёлке: её высота — 339,4 метра. На горе есть скальные выходы гранитных пород Верх-Исетского гранитного массива. Дорога, ведущая на гору, является продолжением улицы Евдокимова. Сухая гора вместе с Миниховой горой образуют две большие вершины посёлка, основная часть которого расположена в их межгорье. С горы открывается живописный вид на Верх-Нейвинский и его окрестности.
Гору венчают одна пожарная (более низкая) и две сотовые вышки, одна из которых является самым высоким объектом в округе. На юго-западном склоне горы установлена ещё одна сотовая вышка. В настоящее время поверхность горы покрыта берёзовым лесом.
К востоку от Сухой горы расположено Старое кладбище посёлка, к северу — садоводческое товарищество «Юбилейный» и Берёзовая улица, к западу — жилые дома по улице Баскова, к югу — Нагорная улица. Северный склон Сухой горы плавно переходит южный склон соседней Берёзовой горы. На юго-западном склоне Сухой горы лежит исторический центр посёлка. К юго-западу от горы расположен храм Воскресения Господня.

## История
Сухая гора упоминается ещё в 1759 году, когда демидовский приказчик Григорий Махотин после многолетнего поиска предложил окончательное место строительства Верх-Нейвинского завода и плотины на реке Нейве между Трубной, Сухой и Минихиной горами.

## Спортивные мероприятия
С 2008 года ежегодно на меридионально вытянутой и ведущей в гору улице Евдокимова проводятся местные соревнования по горному спринту, где состязаются спортсмены из разных городов. Участники устраивают забег дистанцией в 300 метров в гору на время.

## Упоминания в творчестве
Гора Киндарейка упомянута в неофициальном гимне посёлка Верх-Нейвинского, одобренного комиссией и признанного победителем творческого конкурса в честь 355-летия посёлка и 255-летия металлургического завода в 2017 году. Один из куплетов гимна звучит так:
«Зимняк, Киндарейка, Крутяк, Зарека —

Названия эти прожили века.

Пускай наша память и серый гранит

Людей имена и названья хранит.»
Автор гимна — местный житель и металлург Николай Петрович Бурчаков.
Также Сухая гора — Киндарейка упоминается в художественной литературе. В романе Дмитрия Парсиева «Копейщик» гора Киньдора стала прообразом Киндарейки.